# ناتالی ون گوگ
ناتالی ون گوگ (به انگلیسی: Natalie van Gogh) (زاده ۱۴ سپتامبر ۱۹۷۴) دوچرخه‌سوار حرفه‌ای هلندی است.
او یک زن ترنس است.